# Södra Hinsmyrtjärnen
Södra Hinsmyrtjärnen är en sjö i Mora kommun i Dalarna och ingår i Dalälvens huvudavrinningsområde.